# Staatskapelle de Berlin
La Staatskapelle de Berlin est un orchestre allemand qui est aussi l’orchestre résident de l’Opéra d’État de Berlin. Jusqu'à la chute de l'empire allemand en 1918, l'orchestre s'appelait "Königliche Kapelle ", c'est-à-dire l'Orchestre Royal (Kapelle se traduisant littéralement par : « chapelle », ce dernier mot signifiant ici « orchestre » ; les « chapelles musicales » étant en usage partout en Europe depuis l'époque médiévale, où la musique occidentale était née à l'église, puis s'était développée dans les siècles suivants, aussi bien sous sa forme religieuse que profane).
L'orchestre fut fondé en 1570, lorsque Joachim II Hector, électeur de Brandebourg, établit les règles régissant l'orchestre de sa cour qui avait été constitué à une date inconnue. En 1701, l'affiliation des électeurs de Brandebourg au roi de Prusse a amené à renommer l'orchestre, alors composé d’une trentaine de musiciens, Königliche Preußische Hofkapelle ("Orchestre de la cour royale de Prusse"). L'orchestre s'est associé au Royal Court Opera, fondé en 1742 par Frédéric le Grand. Carl Philipp Emmanuel Bach, Franz Benda et Johann Joachim Quantz comptent parmi les musiciens les plus connus de l'orchestre.
Le premier concert de l'ensemble destiné à un public plus large et en dehors des cours royales eut lieu le 1er mars 1783 à l'hôtel Paris et fut dirigé par Johann Friedrich Reichardt, Kapellmeister (littéralement : « maître de chapelle », mais ici avec son sens moderne de « chef d'orchestre ») de l'ensemble, deuxième sens du mot dès cette époque. Après l'avènement de Giacomo Meyerbeer au poste de Kapellmeister, à partir de 1842, le rôle de l'orchestre se développe et une première série de concerts annuels pour les abonnés est proposée. L'orchestre a donné un certain nombre de premières mondiales et allemandes d'oeuvres de Richard Wagner, Felix Mendelssohn et Otto Nicolai .
Le directeur musical de l’orchestre, le Staatskapellmeister, occupe le même poste au sein de l’Opéra d’État de Berlin. L'orchestre se trouvait à Berlin-Est et faisait donc partie de l'Allemagne de l'Est de 1945 à 1990.
Daniel Barenboim est nommé en 1992. Barenboim porte le titre de "chef d'orchestre à vie" pour l'ensemble depuis 2000. En juillet 2013, l'orchestre a fait sa première apparition à The Proms, interprétant les quatre opéras Der Ring des Nibelungen, le premier cycle complet du Ring donné sur une seule saison. En janvier 2017, l'orchestre et Barenboim ont joué l'intégrale des symphonies d'Anton Bruckner au Carnegie Hall, le premier cycle symphonique de Bruckner jamais joué aux États-Unis. En juillet 2017, l'orchestre était le premier orchestre non britannique à interpréter les deux symphonies achevées d'Edward Elgar à The Proms sur une seule saison.
Barenboim et l'orchestre ont réalisé plusieurs enregistrements pour les labels Teldec et Decca. Le 9 janvier 2023, Daniel Baremboim démissionne de son poste pour raisons de santé,,,.

## Direction
| - 1759-1775 Johann Friedrich Agricola - 1775-1794 Johann Friedrich Reichardt ( Hofkapellmeister ) - 1816–1820 Bernhard Anselm Weber - 1820–1841 Gaspare Spontini - 1842-1846 Giacomo Meyerbeer - 1848–1849 Otto Nicolai - 1871-1887 Robert Radecke ( Hofkapellmeister ) - 1888–1899 Joseph Sucher - 1899-1913 Richard Strauss | - 1906-1923 Leo Blech ( Hofkapellmeister ) - 1923-1934 Erich Kleiber - 1935-1936 Clemens Krauss - 1941-1945 Herbert von Karajan - 1948-1951 Joseph Keilberth - 1954-1955 Erich Kleiber - 1955-1962 Franz Konwitschny - 1964–1990 Otmar Suitner - 1992–2023 Daniel Barenboim |